# Premio Paolo Borciani
El concurso internacional para cuartetos de cuerda Premio Paolo-Borciani es un concurso de música clásicapara jóvenes músicos creado en 1987 en Reggio Emilia, Italia y dedicado a la memoria del famoso fundador y primer violín del Cuarteto Italiano. Actualmente, después de más de veinticinco años el concurso se ha convertido en uno de los más prestigiosos del mundo para esta formación camerística. El promotor y ogranizador del premio es la Fundación y Teatros de Reggio Emilia. El director artístico es Lorenzo Fasolo. El fundador y director artístico emérito es el pianista Guido Borciani, hermano de Paolo Borciani.

## Palmarés

### 1987
- 1.er premio: desierto
- 2º premio: Cuarteto Carmina, Suiza
- 3.er premio: desierto

### 1990
- 1.er premio: Cuarteto Keller, Hungría
- 2º premio: Cuarteto Lark, Estados Unidos
- 3.er premio: ex aequo Cuarteto Danubio, Hungría y Cuarteto Subaru, Japón

### 1994
- 1.er premio: desierto
- 2º premio: Cuarteto Mandelring, Alemania
- 3.er premio: desierto
- Premio especial: Cuarteto Mandelring, Alemania (mejor ejecución del cuarteto encargado a Marco Stroppa)

### 1997
- 1.er premio: Cuarteto Artemis, Alemania
- 2º premio: desierto
- 3.er premio: ex aequo Cuarteto Auer, Hungría y Cuarteto Lotus, Japón
- Premio especial: Cuarteto Lotus, Japón (mejor ejecución del cuarteto encargado a Luciano Berio)

### 2000
- 1.er premio: desierto
- 2º premio: Cuarteto Excelsior, Japón
- 3.er premio: Cuarteto Casals, España
- Premio especial: Cuarteto Excelsior, Japón (mejor ejecución del cuarteto encargado a Salvatore Sciarrino)

### 2002
- 1.er premio: Cuarteto Kuss, Alemania
- 2º premio: Cuarteto Pacifica, Estados Unidos
- 3.er premio: Cuarteto Auer, Hungría
- Premio especial: ex aequo Cuarteto Kuss y Cuarteto Pacífica (mejor ejecución del cuarteto encargado a Wolfgang Rihm)

### 2005
- 1.er premio: Cuarteto Pavel Haas, República Checa
- 2º premio: Cuarteto  Tankstream, Australia
- 3.er premio: Cuarteto Chiara, Estados Unidos
- 4º premio: Cuarteto Biava, Estados Unidos (de 4000 euros, dotado por Irene Steels-Wilsing)
- Premio especial: Cuarteto Pavel Haas (mejor ejecución del cuarteto encargado a Sir Peter Maxwell Davies)

### 2008
- 1.er premio: Cuarteto Bennewitz, República Checa
- 2º premio: Cuarteto Doric, Reino Unido
- 3.er premio ex aequo: Cuarteto Ardeo, Francia, y Cuarteto Signum, Alemania
- Premio especial Irene Steels-Wilsing: Cuarteto Amaryllis, Alemania-Suiza
- Premio especial: Cuarteto Quiroga, España (mejor ejecución del cuarteto encargado a Giovanni Sollima)

### 2011
- 1.er premio: desierto
- Finalistas: Cuarteto Amaryllis, Alemania; Cuarteto Meccorre, Polonia; Cuarteto Voce], Francia
- Premio del Público: Cuarteto Voce, Francia
- Premio especial: ex aequo Cuarteto Meccorre, Polonia y Cuarteto Cavaleri, Reino Unido (mejor ejecución del cuarteto encargado a Giya Kancheli)

### 2014
- 1.er premio: Cuarteto Kelemen, Hungría
- 2º premio: Cuarteto Mucha, Eslovaquia
- 3.er premio: Cuarteto Varèse, Francia
- Premio del Público: Cuarteto Mucha, Eslovaquia
- Premio especial: Cuarteto Varèse, Francia (mejor ejecución de una pieza contemporánea)
- Premio Juventudes Musicales de Alemania: Cuarteto Indaco, Italia

## Comité de honor
- Claudio Abbado
- Cuarteto Alban Berg
- Cuarteto Borodín
- Radu Lupu
- Peter Maxwell Davies
- Riccardo Muti
- Arvo Pärt
- Maurizio Pollini
- Wolfgang Rihm
- Salvatore Sciarrino
- Marco Stroppa
- Cuarteto de cuerda de Tokio